# Inquisitor formidabilis
Inquisitor formidabilis é uma espécie de gastrópode do gênero Inquisitor, pertencente a família Pseudomelatomidae.